# Psephochelys
Psephochelys (betekent 'kiezelschildpad') is een geslacht van uitgestorven placodonte reptielen uit het Laat-Trias van China. Het wordt vertegenwoordigd door de enige soort Psephochelys polyosteoderma.

## Naamgeving
De typesoort Psephochelys polyosteoderma werd door Li Chun en Oliver Rieppel benoemd in 2002. De geslachtsnaam is een combinatie van de namen van de geslachten Psephoderma en Placochelys waarvan kenmerken gedeeld werden. De soortaanduiding verwijst naar de vele (polys) kleine osteodermen in het schild. In correct Grieks had het meervoud 'dermata' gebruikt moeten worden.

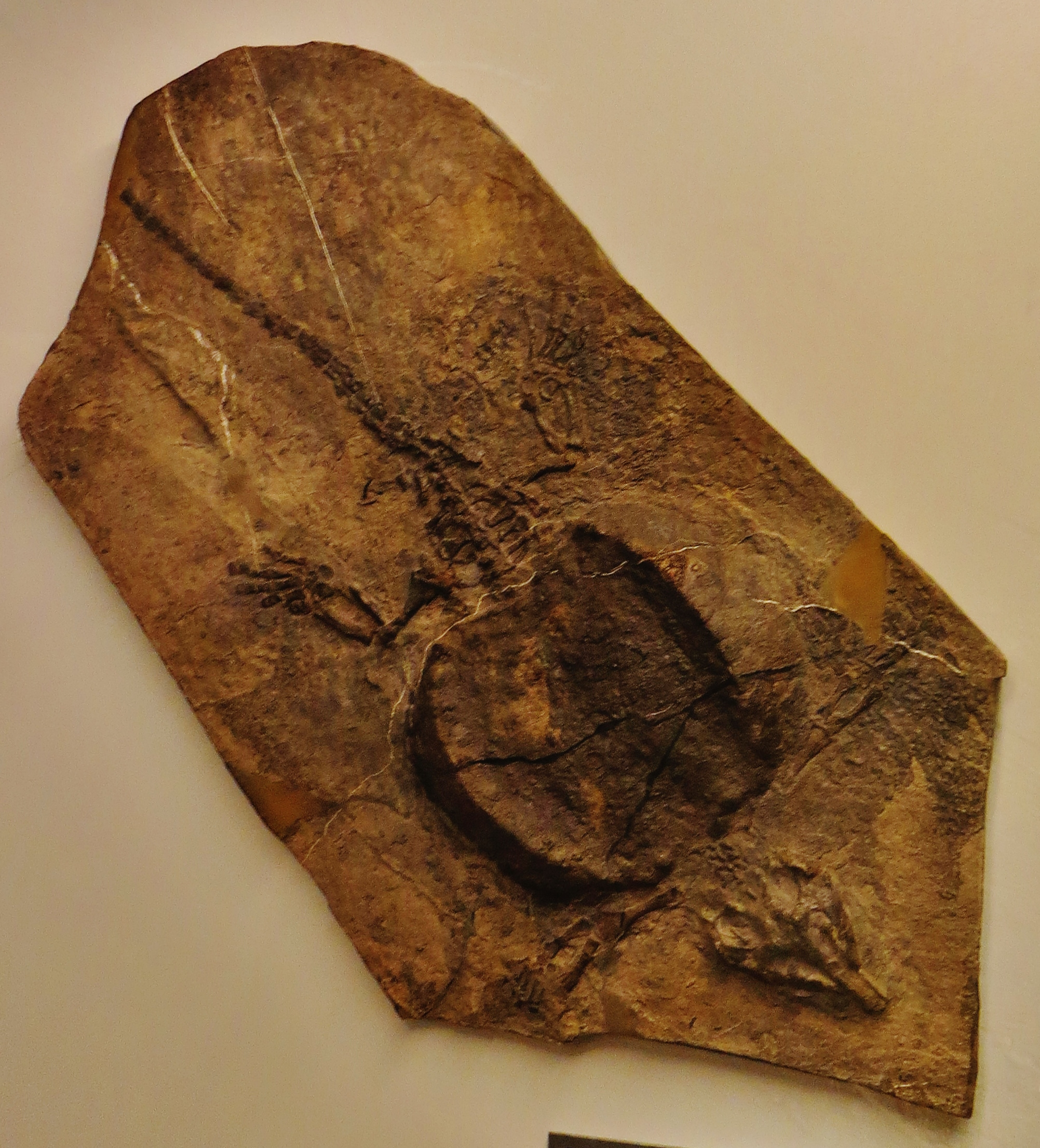
Een afgietsel

Het holotype is IVPP 12442 een gedeeltelijk skelet, gevonden in een uitloper van de Falong-formatie uit het Carnien in de provincie Guizhou. De specimina YIGMR TR00005, TR0043, TR00046 en EBGL009 zijn aan de soort toegewezen. Het betreft vrij volledige skeletten. EBGL009, beschreven in 2019, is het meest volledige skelet en betreft een onvolgroeid dier.

## Beschrijving
Psephochelys werd ongeveer tachtig centimeter lang.
De snuit is langwerpig, spits en taps toelopend met een rechte voorrand. Hij wordt wel spatelvormig genoemd. De praemaxillae zijn tandeloos. Het schedeldak is sterk vergroeid, zodanig dat de schedelnaden op veel punten niet meer zichtbaar zijn, wat het lastig maakt de locatie van de botten te bepalen. EBGL009 verschaft hierover betere informatie. Het postfrontale bereikt de voorste binnenrand van het voorste slaapvenster, net als bij Placodus.
Bij de ruggenwervels zijn de zijuitsteeksels smal in bovenaanzicht. De formule van de teenkootjes is 1-2-3-4-2.
Net als andere cyamodontoïden heeft Psephochelys een breed carapax dat zijn lichaam bedekt, vergelijkbaar met dat van een schildpad. In tegenstelling tot die van andere cyamodontoïden, bedekt het carapax van Psephochelys echter alleen zijn rug. Het plastron, dat de onderkant van andere cyamodontoïden bedekt, is afwezig en in plaats daarvan zijn ribachtige buikribben omgeven door losjes verbonden onregelmatige osteodermen of beenplaten. Zowel op de bovenkant als de onderkant bestaat het pantser uit kleine gladde osteodermen. Net als bij schildpadden begint het carapax eerst aan de randen en langs de ruggengraat te versmelten. Dat gedeelde embryologische ontwikkelingspatroon kan een aanwijzing zijn dat schildpadden tot de Diapsida behoren.

## Fylogenie
Psephochelys is geclassificeerd als een lid van de familie Placochelyidae, die behoort tot de grotere placodonte superfamilie Cyamodontoidea. Hij heeft daarin een vrij afgeleide positie.